# Lilicea Vreariei
Lilicea Vreariei este primul album de compilație lansat de către cântăreața de origine română Elena Gheorghe pe parcursul anului 2008. Materialul discografic conține treisprezece melodii cântate în limba aromână, printre care se numără și duete cu Gică Coadă, dar și interpretări independente.

## Ordinea pieselor pe disc
1. „Ma cum vini eta”1
2. „Lilicea Vreariei ”2
3. „Picurar cu albi oi”1
4. „A, lea primuveara”1
5. „Mseata lilici”1
6. „Feata cu perlu neali-neali”1
7. „Nu-au armanii cumu s-chiara”3
8. „Canticlu a picurarlui”3
9. „Featili giucau in cor”3
10. „Yina, yina gione”1
11. „Ma ti s-adar”2
12. „Bati vimtul bati, tu mesea di noapti”2
13. „Di la Aminciu pan` la Ameru”3

1 Piese cântate în duet cu Gică Coadă.

2 Piese interpretate doar de Elena Gheorghe.

3 Piese interpretate doar de Gică Coadă.